# Jack Hermansson
Berndhard Jack Hermansson (Uddevalla, 10 giugno 1988) è un lottatore di arti marziali miste svedese.
Combatte nella categoria dei pesi medi per l'organizzazione statunitense UFC. In passato ha militato anche nelle promozioni Cage Warriors, Bellator MMA e Venator Fighting Championship.

## Carriera nelle arti marziali miste

### Gli inizi
Compie il suo debutto nelle arti marziali miste nel luglio 2010, arrivando poi a competere, durante i primi anni di carriera, per federazioni quali Cage Warriors e Bellator MMA. Nel 2014 si laurea campione dei pesi medi della promozione londinese avendo la meglio del francese Norman Paraisy. L'anno seguente si fregia anche del titolo di categoria della Warrior Fight Series sconfiggendo il ceco Karlos Vemola.
Tra il 2015 e il 2016 è vittorioso in due incontri della compagine italiana Venator Fighting Championship, rispettivamente contro Maciej Różański e Ireneusz Cholewa.

### Ultimate Fighting Championship
Con alle proprie spalle un record di 13-2, nell'estate del 2016 Hermansson è messo sotto contratto dalla promozione statunitense UFC. Compie il suo debutto nel settembre dello stesso anno, battendo ai punti Scott Askham.

## Risultati nelle arti marziali miste
| Risultato | Record | Avversario       | Metodo                    | Evento                                      | Data              | Round | Tempo | Città                    | Note               |
| --------- | ------ | ---------------- | ------------------------- | ------------------------------------------- | ----------------- | ----- | ----- | ------------------------ | ------------------ |
| Vittoria  | 24-8   | Joe Pyfer        | Decisione (unanime)       | UFC Fight Night: Hermansson vs. Pyfer       | 10 febbraio 2024  | 5     | 5:00  | Las Vegas, Stati Uniti   |                    |
| Sconfitta | 23-8   | Roman Dolidze    | KO tecnico (pugni)        | UFC on ESPN: Thompson vs. Holland           | 3 dicembre 2022   | 2     | 4:06  | Orlando, Stati Uniti     |                    |
| Vittoria  | 23-7   | Chris Curtis     | Decisione (unanime)       | UFC on ESPN: Blaydes vs. Aspinall           | 23 luglio 2022    | 3     | 5:00  | Londra, Regno Unito      |                    |
| Sconfitta | 22-7   | Sean Strickland  | Decisione (non unanime)   | UFC Fight Night: Hermansson vs. Strickland  | 5 febbraio 2022   | 5     | 5:00  | Las Vegas, Stati Uniti   |                    |
| Vittoria  | 22-6   | Edmen Shahbazyan | Decisione (unanime)       | UFC Fight Night: Font vs. Garbrandt         | 22 maggio 2021    | 3     | 5:00  | Las Vegas, Stati Uniti   |                    |
| Sconfitta | 21-6   | Marvin Vettori   | Decisione (unanime)       | UFC on ESPN: Hermansson vs. Vettori         | 05 dicembre 2020  | 5     | 5:00  | Las Vegas, Stati Uniti   | Fight of the Night |
| Vittoria  | 21-5   | Kelvin Gastelum  | Sottomissione (heel hook) | UFC Fight Night: Figueiredo vs. Benavidez 2 | 19 luglio 2020    | 1     | 1:18  | Abu Dhabi, Emirati Arabi |                    |
| Sconfitta | 20-5   | Jared Cannonier  | KO tecnico (pugni)        | UFC Fight Night: Hermansson vs. Cannonier   | 28 settembre 2019 | 2     | 0:27  | Copenaghen, Danimarca    |                    |
| Vittoria  | 20-4   | Ronaldo Souza    | Decisione (unanime)       | UFC Fight Night: Jacaré vs. Hermansson      | 27 aprile 2019    | 5     | 5:00  | Sunrise, Stati Uniti     |                    |